# Sič
Sič je priimek več znanih Slovencev:
- Albert Franc Sič (1865—1949), risar, šolnik, etnograf, pesnik, strokovni pisec
- Franjo Sič (1893—1953), trgovinski strokovnjak in strokovni pisec